# Exocentrus venatoides
Exocentrus venatoides är en skalbaggsart som beskrevs av Keiichi Kusama och Tahira 1978. Exocentrus venatoides ingår i släktet Exocentrus och familjen långhorningar.
Artens utbredningsområde är Taiwan. Inga underarter finns listade i Catalogue of Life.